# 社会基盤工学科
社会基盤工学科（しゃかいきばんこうがくか）は、大学の学科の一つ。一般的に土木工学科の学科名称が改称したものであり、土木技術の教育、研究がなされる。

## 社会基盤工学を持つ日本の大学
- 北海道工業大学工学部
- 東京理科大学創域理工学部
- 東京大学工学部（社会基盤学科）
- 岐阜大学工学部
- 富山県立大学工学部環境・社会基盤工学科
- 室蘭工業大学は、工学部建築社会基盤系学科　建築と土木工学コース→理工学部　創造工学科　昼間コース建築土木工学コースに。
- 大阪大学工学部には地球総合工学科に社会基盤工学科目がある。
- 名城大学理工学部には社会基盤デザイン工学科
- 日本文理大学工学部建築学科環境・地域創生コースには、社会基盤分野がある。